# Shamli

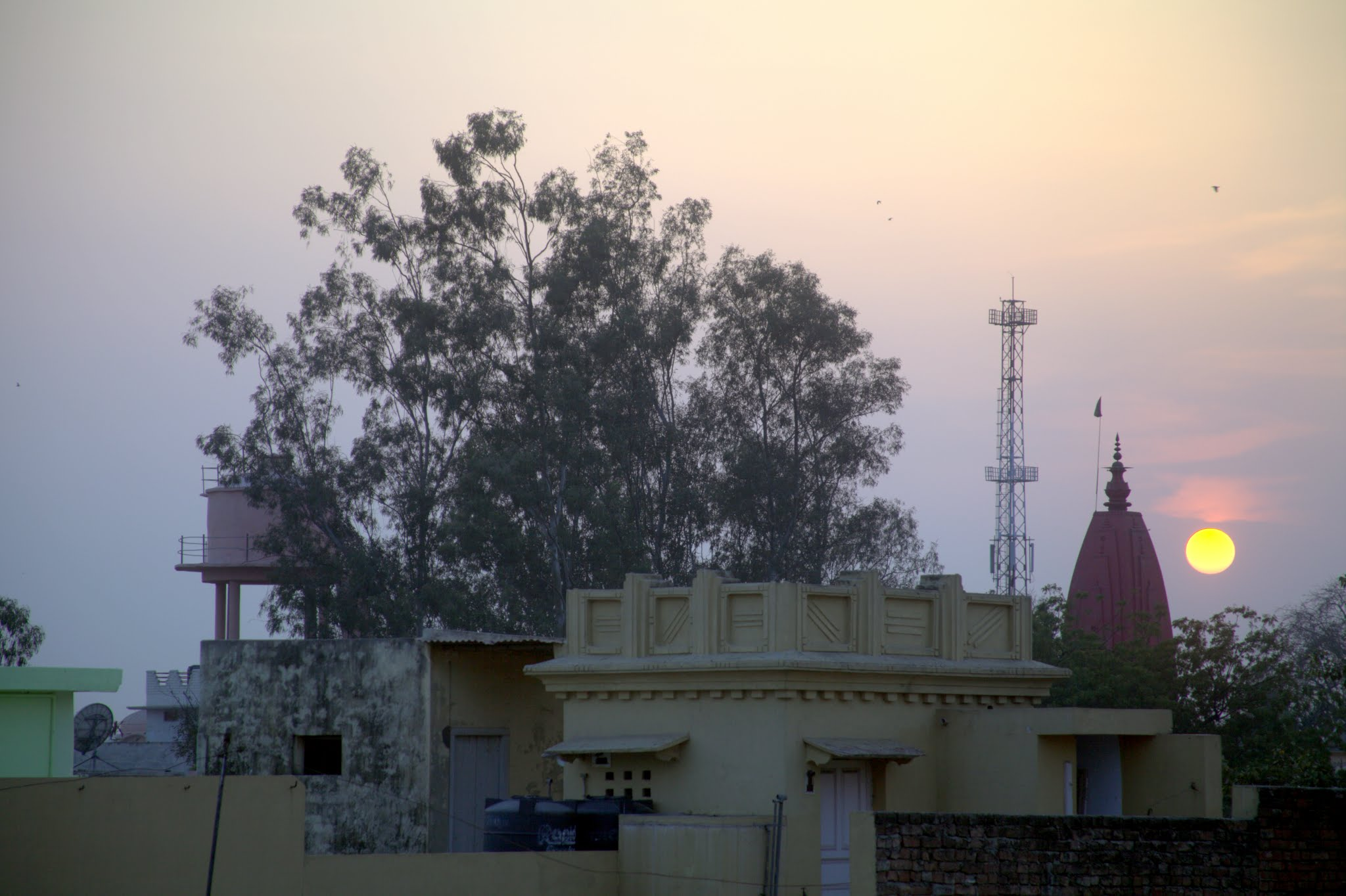
Hanuman Tilla

Shamli ist eine Stadt im indischen Bundesstaat Uttar Pradesh.
Die Stadt ist Verwaltungssitz des gleichnamigen Distrikt Shamli, der 2011 gegründet wurde. Shamli liegt ca. 641 km von Uttar Pradeshs Hauptstadt Lucknow entfernt und ist Teil der National Capital Region, was ihre Entwicklung begünstigt. Die Stadt ist in 25 Wards gegliedert.

## Demografie
Die Einwohnerzahl der Stadt liegt laut der Volkszählung von 2011 bei 107.266. Shamli hat ein Geschlechterverhältnis von 876 Frauen pro 1000 Männer und damit einen für Indien üblichen Männerüberschuss. Die Alphabetisierungsrate lag bei 80,32 % im Jahr 2011 und damit über dem nationalen und regionalen Durchschnitt. Knapp 69 % der Bevölkerung sind Hindus, ca. 28 % sind Muslime und ca. 2 % sind Jainas. 13,1 % der Bevölkerung sind Kinder unter 6 Jahren.

## Infrastruktur
Die Stadt liegt an den Highways Delhi-Saharanpur (709B), Meerut-Karnal (709A) und Panipat-Khatima (709AD).

## Persönlichkeiten
- Virendra Verma (1916–2009), Politiker